# 제39회 세자르상
제39회 세자르상은 2014년 2월 28일에 열린 시상식이다.

## 수상 및 후보

### 작품상
- 엄마와 나 그리고 나의 커밍아웃 - 기욤 갈리엔 수상
- 아리안느는 임신중 - 알베르 뒤퐁텔
- 호수의 이방인 - 알랭 기로디
- 지미 P - 아르노 데스플레샹
- 아무도 머물지 않았다 - 아쉬가르 파라디
- 모피를 입은 비너스 - 로만 폴란스키
- 가장 따뜻한 색, 블루 - 압델라티프 케시시

### 감독상
- 모피를 입은 비너스 - 로만 폴란스키 수상
- 아리안느는 임신중 - 알베르 뒤퐁텔
- 엄마와 나 그리고 나의 커밍아웃 - 기욤 갈리엔
- 호수의 이방인 - 알랭 기로디
- 지미 P - 아르노 데스플레샹
- 아무도 머물지 않았다 - 아쉬가르 파라디
- 가장 따뜻한 색, 블루 - 압델라티프 케시시

### 남우주연상
- 엄마와 나 그리고 나의 커밍아웃 - 기욤 갈리엔 수상
- 모피를 입은 비너스 - 마티유 아말릭
- 르누아르 - 미셀 부케
- 아리안느는 임신중 - 알베르 뒤퐁텔
- 몬 아미 빠 투아 게리 - 그레고리 가데보이스
- 바이씨클링 위드 몰리에르 - 파브리스 루치니
- 미하엘 콜하스의 선택 - 매즈 미켈슨

### 여우주연상
- 아리안느는 임신중 - 상드린 키베를랭 수상
- 브라이트 데이즈 어헤드 - 화니 아르당
- 아무도 머물지 않았다 - 베레니스 베조
- 온 마이 웨이 - 까뜨린느 드뇌브
- 수잔 - 사라 포레스티에
- 모피를 입은 비너스 - 엠마누엘 자이그너
- 가장 따뜻한 색, 블루 - 레아 세이두

### 남우조연상
- 케도르세 - 닐스 아르스트럽 수상
- 브라이트 데이즈 어헤드 - 패트릭 체스네
- 호수의 이방인 - D'Assumcao Patrick
- 수잔 - 프랑수아 다미앙
- 그랜드 센트럴 - 올리비에 구르메

### 여우조연상
- 수잔 - 아델 에넬 수상
- 어 캐슬 인 이탈리아 - Borini Marisa
- 엄마와 나 그리고 나의 커밍아웃 - 프랑수아 파비안
- 케도르세 - 줄리 가예트
- 영 앤 뷰티풀 - 제랄딘 팔리아스

### 신인남우상
- 호수의 이방인 - 피에르 델라돈챔프스 수상
- 드림키즈 - 폴 바르텔
- 수잔 - 폴 하미
- 7월 14일의 소녀 - 빈센트 맥케인
- 온 마이 웨이 - 네모 쉬프먼

### 신인여우상
- 가장 따뜻한 색, 블루 - 아델 에그자르코풀로스 수상
- 자펠롭 - 루 드 라쥬
- 베일을 쓴 소녀 - 폴린 에티엔
- 어떤 여인의 고백 - 골쉬프테 파라하니
- 영 앤 뷰티풀 - 마린 백트

### 각본상
- 아리안느는 임신중 - 알베르 뒤퐁텔 수상
- 바이씨클링 위드 몰리에르 - 필립 르 게이
- 호수의 이방인 - 알랭 기로디
- 아무도 머물지 않았다 - 아쉬가르 파라디
- 수잔 - 카텔 퀼레베레 외 1명

### 각색상
- 엄마와 나 그리고 나의 커밍아웃 - 기욤 갈리엔 수상
- 지미 P - 아르노 데스플레샹
- 케도르세 - Baudry Antonin 외 2명
- 모피를 입은 비너스 - 로만 폴란스키 외 1명
- 가장 따뜻한 색, 블루 - 압델라티프 케시시 외 1명

### 촬영상
- 앤 프러디저스 T.S. 스피벳 - 토머스 하드메이어 수상
- 호수의 이방인 - 클레어 마손
- 미하엘 콜하스의 선택 - 잔느 라푸아리
- 르누아르 - 리판빙
- 가장 따뜻한 색, 블루 - 소피안 엘 파니

### 의상상
- 르누아르 - 파스칼린 샤반느 수상
- 무드 인디고 - Fontaine Florence
- 영 앤 프러디저스 T.S. 스피벳 - 매들린 폰테인
- 엄마와 나 그리고 나의 커밍아웃 - 올리비에 베리엇
- 미하엘 콜하스의 선택 - Diener Anina

### 음향상
- 미하엘 콜하스의 선택 - 장-피에르 듀렛 외 2명 수상
- 엄마와 나 그리고 나의 커밍아웃 - Marc-Antoine Beldent 외 2명
- 호수의 이방인 - Grivel Philippe 외 1명
- 모피를 입은 비너스 - Balibar Lucien 외 2명
- 가장 따뜻한 색, 블루 - 쟝-폴 허리어 외 2명

### 편집상
- 엄마와 나 그리고 나의 커밍아웃 - 발레리 디세인 수상
- 아리안느는 임신중 - 크리스토프 피넬
- 호수의 이방인 - 장-클리스토페 힘
- 아무도 머물지 않았다 - 줄리엣 웰플링
- 가장 따뜻한 색, 블루 - 카밀 툽키스 외 2명

### 음악상
- 미하엘 콜하스의 선택 - 마틴 위러 수상
- 바이씨클링 위드 몰리에르 - 호르헤 아리아가다
- 차이니즈 퍼즐 - Dury Loik 외 1명
- 무드 인디고 - Charry Etienne
- 모피를 입은 비너스 - 알렉상드르 데스플라

### 미술상
- 무드 인디고 - Rozenbaum Stephane 수상
- 앤 프러디저스 T.S. 스피벳 - 엘리네 보네토
- 엄마와 나 그리고 나의 커밍아웃 - 실비 올리브
- 미하엘 콜하스의 선택 - 얀 아르라우드
- 르누아르 - 비노잇 바로우

### 단편영화상
- 모든 것을 잃기 전에 - 자비에 르그랑 수상
- Bambi - 세바스찬 리프쉬츠
- 런어웨이 - 장-베르나르 마린
- 더 리자르 - 빈센트 마리에트
- Marseille la nuit - Monge Marie

### 애니메이션상 - 단편
- 몽파르나스의 키키 - 아멜리에 아로 수상
- 요푸공의 아야 - 마거리트 어바우트 외 1명
- 여인의 편지 - 아우구스토 자노벨로
- 루루 - 에릭 오몬드
- 엄마는 미국에서 버팔로 빌을 만났다 - 마크 보리얼

### 외국어영화상
- 브로큰 서클 - 펠릭스 반 그뢰닝엔 수상
- 백설공주의 눈물 - 파블로 베르헤르
- 블루 재스민 - 우디 앨런
- Dead Man Talking - Ridremont Patrick
- 장고:분노의 추적자 - 쿠엔틴 타란티노
- 더 그레이트 뷰티 - 파올로 소렌티노
- 그래비티 - 알폰소 쿠아론

### 데뷔작품상
- 엄마와 나 그리고 나의 커밍아웃 - 기욤 갈리엔 수상
- 에이지 오브 패닉 - 저스틴 트리엣
- 더 길디드 케이지 - 루벤 알베스
- 터닝 타이드 - 크리스토프 오펜스테인
- 7월 14일의 소녀 - 앙토냉 페레자코

### 다큐멘터리상
- 온 더 웨이 투 스쿨 - 파스칼 플리슨 수상
- 왜 나는 수학이 싫어졌을까? - 올리비에 페이용
- 마지막 부당한 자 - 클로드 란즈만
- 원스 어폰 어 포레스트 - 뤽 자케
- 코챔 라디오 - 니콜라 필리베르

## 같이 보기
- 제26회 유럽 영화상
- 제86회 아카데미상
- 제67회 영국 아카데미 영화상